# Rizal
Rizal là một tỉnh nằm ở vùng CALABARZON của Philippines, cách thủ đô Manila 20 km về phía đông. Tên tỉnh được đặt theo Anh hùng dân tộc Philippines José Rizal. Chính quyển tỉnh Rizal năm 2008 đã chuyển tỉnh lị từ Pasig đến Antipolo. Tòa nhà chính quyền mới hoàn thành vào tháng 3 năm 2009, thay thế Tòa nhà 33 năm tuổi ở tỉnh lị cũ.
Rizal giáp với Vùng thủ đô Manila ở phía tây, Bulacan ở phía bắc, Quezon ở phía đông và Laguna ở phía nam. Tỉnh nằm ở phía bắc của Laguna de Bay, hồ lớn nhất Philippines.Rizal là một tỉnh đồi núi ở sườn cao phía tây của phần phía nam dãy núi Sierra Madre. 

## Nhân khẩu
Những cư dân Rizal gốc là người Tagalog mà nay vãn chiếm đa số trong tỉnh. Các sắc tộc thiểu số là người Ilocano, người Bicolano, người Kapampangan, người Pangasinese và người Cebuano. Tiếng Tagalog là ngôn ngữ chính trong tỉnh
Hầu hết cư dân theo Công giáo La Mã và nhiều đô thị ở Rizal có những nhà thờ hàng trăm năm tuổi do người Tây Ban Nha xây dựng, đáng chú ý là Nhà thờ lớn Antipolo.

## Lịch sử
Tỉnh Rizal vốn bao gồm 26 thị trấn. Lãnh thổ này được tổ chức về tỉnh Tondo và tỉnh Laguna dưới thời cai trị của Tây Ban Nha. Có một số đô thị khá phát đạt như Pasig, Parañaque, Taytay, Cainta. Những người định cư đầu tiên tới Rizal là người Hoa và sau đó chịu ảnh hưởng và pha trộn với các thương nhân Ả Rập một thời gian dài trước khi thực dân Tây Ban Nha đến.
Năm 1853, một đơn vị hành chính mới được hình thành. Gồm có Antipolo, Bosoboso, Cainta và Taytay từ tỉnh Tondo và các thị trấn Morong, Baras, Tanay, Pililla, Angono, Binangonan Jalajala từ tỉnh Laguna, với thủ phủ là Morong. Sau đó đơn vị này chuyển thành Distrito Politico-Militar de Morong sau đó 4 năm. Năm 1860, tỉnh Tondo trở thành tỉnh Manila
Năm 1901, tỉnh Rizal được chính thức thành lập. Tỉnh mới này gồm 27 đô thị tự trị trong đó 15 từ tỉnh Manila cũ. Vào ngày 7/11/1975, 12 đô thị Las Piñas, Parañaque, Muntinlupa,
Taguig, Pateros, Makati, Mandaluyong, San Juan, Malabon, Navotas, Pasig and Marikina và 3 thành phố là Caloocan, Pasay và Quezon được sáp nhập vào Metro Manila. Tỉnh Rizal còn lại 14 đô thị.

## Hành chính
Rizal gồm có 13 đô thị tự trị và 1 thành phố:
| Thành phố/Đô thị tự trị | Số Barangay | Diện tích (km²) | Dân số (2007 Census) | PMật độ (trên km²) |
| ----------------------- | ----------- | --------------- | -------------------- | ------------------ |
| Angono                  | 10          | 26,22           | 97.209               | 3.707,44           |
| Antipolo                | 16          | 306,10          | 633.971              | 2.071,12           |
| Baras                   | 10          | 84,93           | 31.524               | 371,18             |
| Binangonan              | 40          | 66,34           | 255.949              | 3.601,61           |
| Cainta                  | 7           | 26,81           | 304.833              | 11.810,63          |
| Cardona                 | 18          | 28,56           | 44.942               | 1.573,60           |
| Jalajala                | 11          | 44,12           | 28.738               | 651,36             |
| Morong                  | 8           | 37,58           | 50.538               | 1.344,81           |
| Pililla                 | 9           | 69,95           | 58.525               | 836,67             |
| Rodriguez               | 11          | 312,70          | 223.594              | 715,00             |
| San Mateo               | 15          | 55,09           | 184.860              | 3.355,60           |
| Tanay                   | 19          | 200,00          | 94.460               | 472,3              |
| Taytay                  | 5           | 38,80           | 262.485              | 6.765,08           |
| Teresa                  | 9           | 18,61           | 44.436               | 2.387,75           |